# Santa Maria del Rosario a Monte Mario

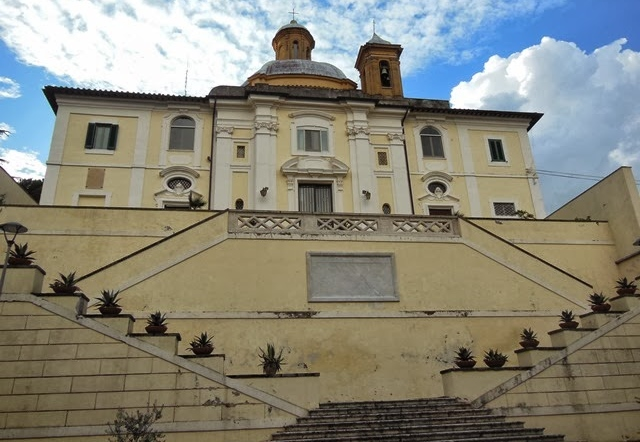
Vista da fachada.

Santa Maria del Rosario a Monte Mario, conhecida como Madonna del Rosario a Monte Mario, é uma igreja de Roma localizada na Via Trionfale, 175, no quartiere Della Vittoria. É dedicada a Nossa Senhora do Rosário.

## História
Monte Mario é uma proeminente colina ao norte do Vaticano, o ponto mais alto da cidade de Roma (129 metros). No século XVII, ela era coberta por vinhedos e ainda hoje é dominada por áreas verdes. Em 1638, o famoso escritor e humanista Gian Vittorio Rossi financiou a construção de uma pequena capela num dos vinhedos no local para atender aos poucos habitantes da região, conhecida como Santa Maria del Rosario e della Febbre ("febbre" significa febre e é uma referência à malária, endêmica no vale do Tibre na época).

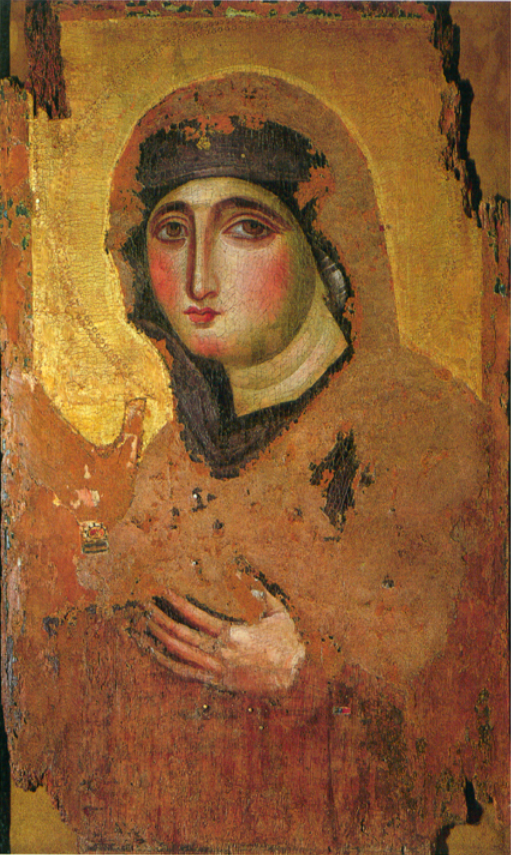
Madonna di San Luca.

Quando Rossi morreu, em 1647, ele deixou uma herança aos monges da Ordem de São Jerônimo de Sant'Onofrio al Gianicolo para fundar um mosteiro no local. Em 1651, eles começaram a construção de uma nova igreja com base num projeto do arquiteto Camillo Arcucci, um pupilo de Bernini. A obra durou três anos.
Contudo, por algum motivo obscuro, o convento foi abandonado no final do século XVII. Em 1715, o papa Clemente XI entregou o complexo vazio aos frades dominicanos da congregação de San Marco em Florença. Eles a passaram para província lombarda da mesma ordem, que então determinaram que a igreja e o convento fossem reconstruídos sob o comando do arquiteto Filippo Raguzzini. O complexo foi reinaugurado em 1726.
No final do século XVIII, durante a ocupação francesa de Roma pelas tropas de Napoleão, os frades foram expulsos e a igreja foi saqueada. O convento foi deixado em ruínas até 1828, quando ele foi restaurado e a igreja foi elevada a sede de uma nova paróquia, cujo território foi recortado do de San Lazzaro dei Lebbrosi, do outro lado da colina, que também estava em ruínas. Em 1838, o nível da Via Trionfale sobre o Monte Mario foi alterado, tornando-se substancialmente mais baixo em frente ao convento. Um muro de sustentação foi construído e dotado de uma escada de acesso.
Em 1873, o novo governo italiano confiscou o convento, mas deixou os dominicanos cuidando da igreja, uma situação que perdurou até 1912. Porém, em 1931, quando uma nova (e mais conveniente) igreja foi construída por eles para a paróquia no rione Prati, Santa Maria del Rosario in Prati, eles se mudaram para lá. No mesmo confisco, as freiras dominicanas em Santi Domenico e Sisto perderam também o seu convento e, depois de quase sessenta anos, elas se mudaram para o espaço deixado pelos frades na Via Trionfale, onde ainda estão.
Esta comunidade é muito antiga, tendo sido fundada pelo próprio São Domingos em San Sisto Vecchio. As freiras levaram consigo uma grande coleção de relíquias, incluindo algumas do próprio fundador, e um antigo ícone de Nossa Senhora que ainda é venerado no local. 
A igreja é subsidiária da paróquia de Santa Maria Stella Matutina.

## Descrição

### Exterior
A igreja fica no centro do complexo retangular do convento, cujas alas laterais a circundam de todos os lados, com exceção da fachada. A estrutura é de tijolos. A planta lembra uma fechadura, com uma nave quase elíptica no eixo maior e um longo presbitério. Sobre a nave está uma cúpula, assentada sobre um tambor bem baixo e sem janelas. De chumbo, a cúpula está dividida em oito setores que se encontram numa lanterna central circular com oito altas janelas arqueadas com impostas e encimada por uma cúpula revestida de chumbo com um bola como finial. 
Há apenas um campanário, mas o projeto sugere que dois era o plano original. 
A fachada da igreja e a das alas laterais que a flanqueiam forma uma fachada barroca majoritariamente simétrica com um beiral horizontal complementado pela cúpula da igreja que se eleva atrás. O campanário é o único elemento que estraga a simetria.

### Interior

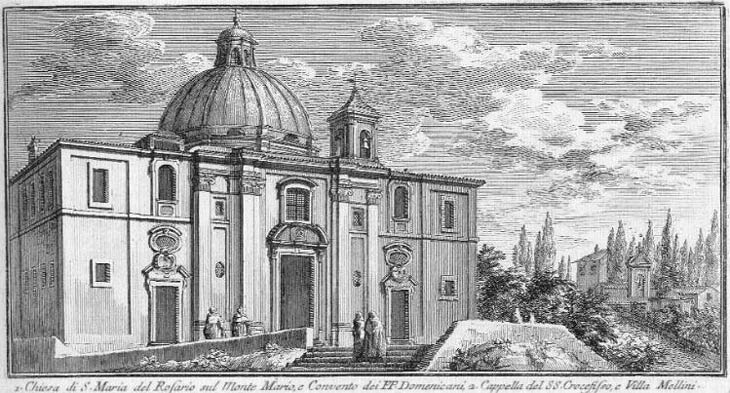
Gravura de Giuseppe Vasi (1754).

A nave é oval e tem duas capelas de cada lado, todas estruturalmente idênticas e cada uma como um nicho absidal com uma concha. O arco da entrada tem uma arquitrave assentada sobre impostas dóricas e está envolta por pilastras compósitas gigantes similares às da fachada. Elas sustentam dois entablamentos que percorrem todo o perímetro da nave.
A decoração é simples, majoritariamente em branco, azul-claro e amarelo-claro. O piso é um trabalho em mármore colorido baseado na decoração da cúpula e com um brasão dos dominicanos em pietra dura. 
O presbitério é uma câmara retangular longitudinal recoberta por uma abóbada de berço com duas baias terminando numa abside e delineada por uma balaustrada de mármore colorido. A abóbada da última baia abriga um afresco do século XIX, "Nossa Senhora entregando o Santo Rosário a São Domingos". Os dois santos de cada lado são o papa São Pio V e São Vicente Ferrer.
O altar está disposto contra a parede de fundo da abside. A decoração da frente, em pedras coloridas em estilo barroco, tem um lóculo que abriga as relíquias de uma obscura e duvidosa mártir cristã de catacumbas chamada "Santa Columba". A peça de altar é uma estátua colorida de Nossa Senhora do Rosário, abrigada num nicho dourado. Acima da moldura, bastante elaborada, está uma janela em formato de oeil-de-boeuf com um vitral heráldico.
O ícone da Madonna di San Luca está atrás de uma grade à esquerda do presbitério. As quatro capelas laterais abrigam obras anônimas do século XVIII e tem o formato de absides, estruturalmente idênticas: uma peça-de-altar emoldurada por um par de pilastras duplas jônicas e as conchas divididas em setores por nervuras.
Além disto, a igreja abriga diversos outros tesouros, como a "Virgem e o Menino" de Antoniazzo Romano (séc. XV), "São Domingos e Santa Catarina de Siena" de Michelangelo Cerruti e a mão esquerda de Santa Catarina de Siena.

### Madonna di San Luca
Atrás de uma grade de metal do lado esquerdo está o santuário do maior tesouro da igreja, o antigo ícone de Nossa Senhora. Conta a lenda da chegada do ícone a Roma, escrita por Martinelli em 1642, que três irmãos gregos de Constantinopla chamados Tempulus, Servulus e Cervulus o trouxeram para Roma consigo durante o reinado do "papa Sérgio" (mas não indica qual deles). O ícone, que teria sido pintado ainda durante a vida de Maria por São Lucas, foi abrigado num oratório perto das Termas de Caracala, um local que mais tarde se transformou no mosteiro de Santa Maria in Tempulo.
A lenda se passa no final do século IV, mas o ícone e o mosteiro aparecem pela primeira vez nas fontes numa bula do papa Sérgio III em 905. O convento foi citado como estando habitado por freiras beneditinas em 1155. Porém, ele acabou sendo fechado em desgraça pelo papa Honório III e algumas das freiras foram levadas para o novo convento de San Sisto Vecchio, de freiras dominicanas; o ícone foi com elas. Ele passou para a nova igreja de Santi Domenico e Sisto em 1575 e, quando o convento foi suprimido em 1873, as irmãs conseguiram salvá-lo e o trouxeram consigo para Santa Maria del Rosario a Monte Mario em 1931.
O ícone foi limpo e restaurado em 1960. Como resultado, acredita-se hoje que ele seja datado do século VII ou VIII, provavelmente da Síria ou da Terra Santa. A obra foi pintada numa prancha de tília e parece ter sido originalmente parte de uma deesis ou um políptico. Na imagem, Nossa Senhora gesticula na direção de uma figura de Cristo (perdida).
A imagem que fica na igreja é uma cópia da original, que está preservada no interior do convento (não acessível ao público). 